# Trichosteleum novo-guineense
Trichosteleum novo-guineense là một loài rêu trong họ Sematophyllaceae. Loài này được (Geh.) Kindb. mô tả khoa học đầu tiên năm 1891.